# Мацумото, Харуна
Харуна Мацумото (яп. 松本 遥奈, 26 июля 1993, Саппоро, Япония) — японская сноубордистка, участница зимних Олимпийских игр 2018 года, серебряный призёр чемпионата мира 2017 года, чемпионка мира среди юниоров 2011 года, трёхкратная чемпионка Японии.

## Биография
Харуна Мацумото родилась в 1993 году в Саппоро. Недалеко от её дома находился горнолыжный курорт, где Харуна в 8 лет начала кататься на сноуборде. С самого начала она стала выступать в дисциплине хафпайп. С 2007 года Мацумото принимала участие в турнирах FIS, проходивших на территории Японии. На своём первом национальном чемпионате 13-летняя сноубордистка заняла 33-е место. На следующий год Мацумото существенно улучшила свои результаты и стала на чемпионате Японии 7-й. 14 января 2009 года японка дебютировала на этапе Кубка мира в японском Гудзё, где пробилась в финал соревнований, заняв там высокое 6-е место. В 2010 году Харуна выступила на молодёжном чемпионате мира, проходившем на новозеландском горнолыжном курорте «Кардрона». Показав высокий результат Мацумото стала бронзовым призёром соревнований.
В феврале 2011 года, на втором в своей карьере этапе Кубка мира в канадском Стоунхеме, Мацумото заняла третье место, уступив лишь китаянке Цай Сюэтун и австралийке Холли Кроуфорд. Спустя 8 дней Харуна вновь поднялась на пьедестал Кубка мира, став третьей в Калгари. В марте 2011 года Мацумото впервые стала второй на чемпионате Японии, а в апреле 17-летняя японка стала чемпионкой мира среди юниоров. В феврале 2012 года Харуна вновь стала третьей на этапе в Стоунхеме. В апреле Мацумото впервые в карьере стала чемпионкой Японии в хафпайпе.
В феврале 2014 года Мацумото могла принять участие в зимних Олимпийских играх в Сочи, но Олимпийский комитет Японии отказался от трёх из четырёх квот в женском хафпайпе. Единственной японкой, выступившей на Играх стала Рана Окада. В марте 2015 года Мацумото во второй раз выиграла чемпионат Японии. 2017 год стал самым успешным в карьере японской сноубордистки. В феврале Харуна стала второй на этапе Кубка мира в США, уступив менее 4-х баллов хозяйке соревнований Келли Кларк, а в марте выиграла серебряную медаль чемпионата мира в Сьерра-Неваде. В лучшей попытке Мацумото показала 84,75, а ставшая первой китаянка Цай Сюэтун — 90,75. Спустя неделю после успеха на мировом первенстве Мацумото в третий раз стала чемпионкой Японии.
На зимних Олимпийских играх 2018 года в южнокорейском Пхёнчхане Мацумото с третьим результатом квалифицировалась в финал соревнований в хафпайпе. В первой попытке финального раунда Харуна получила 70 баллов и вышла на 4-е место. Однако две следующие попытки у Мацумото получились слабее (46,25 и 65,75), в результате чего японская сноубордистка опустилась на 6-е место.

## Результаты

### Олимпийские игры
| Олимпийские игры | HP |
| ---------------- | -- |
| Пхёнчхан 2018    | 6  |

### Чемпионаты мира
| Чемпионат мира     | HP |
| ------------------ | -- |
| Ла-Молина 2011     | 25 |
| Сьерра-Невада 2017 | 2  |